# 電気グルーヴのオールナイトニッポン
『電気グルーヴのオールナイトニッポン』（でんきグルーヴのオールナイトニッポン）は、ニッポン放送の深夜放送『オールナイトニッポン』で電気グルーヴ（石野卓球、ピエール瀧）がパーソナリティを担当したラジオ番組である。土曜2部で開始後、火曜1部に昇格。1991年6月から1994年3月に放送された。
電気グルーヴは当初3人構成のグループであったが、もう1人のメンバーであったCMJKは土曜2部第1回の直前に脱退。後に加入したまりん（現・砂原良徳）は口下手なため自ら進んで番組へ出ようとはせず、たまにゲストとして、または石野卓球の失踪時やピエール瀧の病欠時に於けるピンチヒッターとして登場するに留まった。

## 放送時間
- 土曜2部 1991年6月8日～1992年10月17日 27:00-29:00
- 火曜1部 1992年10月20日～1994年3月29日 25:00-27:00（ニッポン放送をキーステーションに全国ネット）

## 概要
1991年6月川村かおりの後を継いで土曜2部を担当。当時は全くもって無名だったが、その数ヶ月前に月曜1部で2時間のスペシャル番組を担当した事や、『東京サウンドバズーカ音姫絵巻』内の10分番組「電気グルーヴのビリビリ行こうぜ」での実績を買われて2部のパーソナリティに抜擢された。なお、当時の月曜1部枠は同じナゴムレコード出身の大槻ケンヂが担当していた。1992年10月に『とんねるずのオールナイトニッポン』の後を受けて火曜1部に昇格、1994年3月に番組が終了。番組第1回において、オールナイトパーソナリティを務める事を「お猿の車掌に新幹線を運転させるようなもの」と自評している。
しかし、2人の過激なトークと投稿ハガキの質の高さから番組の人気は徐々に上昇。番組開始当初の聴取率は測定不可能という意味の『※』だったが、その後当時放送されていた2部の全番組はもちろん、1部の『さくらももこのオールナイトニッポン』をも上回わり、『大江千里のオールナイトニッポン』と肩を並べる聴取率を獲得したこともある。また、ハガキの量も2部時代は断トツだったといわれる。この勢いを買われ、1992年10月にはとんねるずの後を受けて火曜1部に昇格した。1部第1回放送は瀧の「うんこ」の連呼で幕を開けた。電気グルーヴ自体の知名度も上昇しつつある頃で、テレビなどでの露出が増え出したのもこの番組が追い風となったのは間違いない。
1994年3月には番組が終了。番組内でさんざんいじり倒してきた石川よしひろに番組枠を奪われるという素晴らしいオチがついた。最終回ではこの告知を『石川よしひろのオールナイトニッポン』のトークから引用し、石川の酒に酔ったような独特の口調を聞いて「後から来た酔っ払いに新幹線の指定席を取られたようなもの」と切り捨てた。最終回はフリートークや常連への電話コーナーなどをまじえながら、特に湿っぽい雰囲気になることもなく、さらっと終了した。そして、リスナーやはがき職人たちに翌週から始まる『石川よしひろのオールナイトニッポン』に茶化しやいたずらのはがきを送るよう煽りを入れ、最後まで悪乗りを忘れない放送となったが…「アニキ（石川よしひろ）をよろしくな！」と応援する声も次リスナーへ送った。
この番組の影響としては次のようなものがある。浅草キッドとはオールナイトのパーソナリティ同士というきっかけで交流を深め、その後2組でライヴ・イベント「2階からぎょー虫ぶら下げおじさん」を行なった。伊集院光は元来電気のファンであり、前放送枠『伊集院光のOh!デカナイト』の番組を担当していた頃はよくそのままオールナイトに出演し、嬉々として瀧や石野にいじめられていた。その後も電気のテレビ番組に出演するなど公私ともに電気と交流があり、実際プライベートでも伊集院と瀧は親友であった。彼のラジオでのトーク・スタイルは電気に強く影響を受けているとよく評されており、伊集院自身も「（落語家時代の師匠である）三遊亭円楽に匹敵するくらいトークに影響を受けた」と公言している。他にもタレントの乾貴美子（『春風亭昇太と乾貴美子のラジオビバリー昼ズ』）は学生時代この番組の陰毛イベント（企画の罰ゲームで作らされた伊集院光のチン毛で作った筆の筆下ろしをした）に参加するほどの熱狂的ファンであったり、岡村隆史（ナインティナイン）『ナインティナインのオールナイトニッポン』や土田晃之（U-turn）は「オールナイトニッポン」を担当するにあたって番組づくりの参考にこの番組を研究したそうである。現代美術家の境貴雄は"シニカルな笑い"の性質を含む自身の作風に大きな影響を与えたものとして、中学生の頃に聞いていたこの番組を挙げ「カセットテープに録音して、テープが擦り切れるくらい何度も何度も繰り返し聴いていました」とインタビューで語っている。一方、電気は自分達がかつて欠かさずエアチェックしていた番組として、『ビートたけしのオールナイトニッポン』、『笑福亭鶴光のオールナイトニッポン』、坂本龍一の『サウンドストリート』などを挙げている。これらの番組で展開された当時センセーショナルだった笑いと音楽のエッセンスは、本番組にも脈々と受継がれていた。
当番組終了後は『伊集院光のOh!デカナイト』内で「ビリビリ行こうぜ」が復活。藤波辰爾の曲をフィーチャーした「マッチョ・ドラゴンのコーナー」（有名人が企画盤で歌わされた曲を紹介する）が話題に。途中でホスト番組の『Oh!デカナイト』は終了するものの、『キャイ～ン天野ひろゆきのMEGAうま!ラジオバーガー!!』内に継続され、1995年まで放送された。
その翌年の1996年にはTOKYO FMにて『電気グルーヴのドリルキングアワー』がスタート。こちらは途中からパーソナリティに砂原良徳も加わり、1997年まで放送された。
1999年6月30日と2000年8月30日、オールナイトニッポンR枠でWIREプロモーション特番を担当。「石野放尿裁判」（酔っぱらった石野が、瀧の家のタンスの引き出しに放尿した事件）など、レギュラー放送当時以上にぶっ飛んだ内容と天久聖一の放送禁止発言が災いしたのか、2001年以降の放送はなかった。
2000年には『QuickJapan』誌（太田出版）vol.33において、『100% 電気グルーヴのオールナイトニッポン』と題し、数々の取材と各種放送データを掲載した大々的な特集が組まれた。
2023年2月18日（19日未明）、『オールナイトニッポン55周年記念 オールナイトニッポン55時間スペシャル』の一環として、通常編成時での「オールナイトニッポン0(ZERO)」枠で2000年以来22年6ヶ月ぶりの復活特番を放送。奇しくも番組開始当初に放送されていた土曜深夜27時からの2時間枠での復活を果たした。瀧は2019年の薬物事件により『たまむすび』（TBSラジオ）を緊急降板して以来、約4年ぶりの地上波におけるラジオ復帰となる（ただし録音放送のため、生放送としての復帰は叶っていない）。この特番では瀧が逮捕された2019年に留置場内で遭遇した元オールナイトニッポンリスナーの見張り役の警察官（通称「オールナイトさん」）との話や留置場内での留置番号「777番」についての話などの「留置場イイ話」などが話された。
ちなみに、石野の1998年発売のソロ2枚目のアルバム『BERLIN TRAX』に収録されている「Alles nach Nippon」という曲のタイトルは「オールナイトニッポン」を独語訳したものである。当時の生放送終了後から家路につくタクシーの中から観た高速道路の深夜から夜明けの情景をイメージしたものであるという。

## 主なコーナー

### 平成新造語
- 第1回から最終回までほぼ毎回続いた長寿人気コーナー。言葉と言葉をつなげてその妙を楽しむ。「ヌーディスト寺」「住み込み安岡力也」「校長病」「角刈りフルスロットル」「長介死刑」など。また、「おすぎとコピー」「泉谷しるげ」「鬼畜桃子」「研オナコ」など、有名人の名前を一部入れ替えるネタや、「ブイヨン」「チョビヒゲ」「北別府」「タモリ」など、単語自体がかもし出す面白さを追求したネタも組み込まれていく。
- 同時に逆に長文も人気を博す。（例：「全裸教師、ポ●チンにベルマークを貼っただけの姿で登校し「えー、見ての通り先生今日はベルだから人間の言葉は喋らないぞ」と言ってキンコンカンコンわめき散らす。」など）
- 番組後期になると言葉と言葉の面白さと共に、そのシチュエーションを笑うネタが人気を博す。便箋に何枚にも渡って書かれた『駄目教師と古市』シリーズや、石川よしひろファンから送られてきた苦情のハガキに書かれたフレーズから「電気グルーヴ大嫌い！●●●大好き」シリーズなど。
- 当番組終了後も『電気グルーヴのビリビリ行こうぜ』内にて継続された唯一のコーナー。

### ギブ&迷惑
- 売ります&買います、新聞の投書欄（放送塔）、新譜紹介、広告、ラテ欄、雑誌の投書、劇評、日記、探訪記、テレビゲームの裏技紹介などを面白おかしく書いてくるコーナー。
- 番組内で石野と瀧がネタにした人物のファンからの苦情に書かれた「冷たい頭にカチンときました」「彼よりも年上か年下か、偉いか偉くないかは知りませんが、○○の悪口は止めてください」や後述の『ポパイとマンガさんのザックザク情報局』から引用された「67歳 元・神主」などの名文句が多用される。
- 名物ネタとして「敏いとうの生写真」シリーズ（売ります&買いますの変形ネタ。ガッツ石松ら有名人の奇行を面白おかしく書いたネタが多い）、「新しい名前募集」シリーズ(有名人の新しい名前、芸名を募集するネタ)など、ネタが多様化していく。

### アニメ実写劇場
- アニメを実写化したとき、登場キャラクターに誰をキャスティングすれば面白いかを募集するコーナーであったが（例:実写版「ドカベン」の殿馬：上原謙、理由：ヅラだから）、次第にキャストの背景・状況からどのキャラクターに合うかという逆転現象が起こり、単なる芸能人の悪口コーナーになったあげく、後期は筋肉少女帯の『踊るダメ人間』をBGMに「実写版・俺」といったアニメとは何の関係もない自虐的なネタや、単に気に入らない人物を罵倒するようなネタが多数投稿されるようになった。次第に自虐ネタもマンネリ化を見せ、コーナー末期にはふたたび原点に立ち戻ったネタも投稿されるようになるものの盛り上がりに欠け、長寿コーナーであったが最終回を待たずに打ち切りとなった。

### 演歌の星！一本道登先生を見た！
- 放送第一回に設立されたコーナー。謎の演歌歌手・一本道登を見た（という捏造）を報告する。「一本道登を探せ」「一本道登を見た」などコーナータイトルが時期によって異なっている。
- 第一回放送前に電気グルーヴがNHKの出演オーディションを受けに行った際、「一本道のぼる」というパンチパーマ、サングラス、坂上二郎を2回り大きくした体型、紫色の派手な上下のスーツを着た謎の歌手が一緒に受けていて、合否は分からないがとにかくインパクトがあったという事で彼の素性を調べるコーナーとしてスタート。瀧の演歌歌手デビュー企画「瀧勝」のプロデューサーとして迎えようという企画まで飛び出したが、その後の正確な情報はほとんど届かず、予想通りネタ化した。
- ネタ化した人物であるが、本当に実在する人物である。コンサート会場に使用料を振り込まずイベント開催を拒否され雲隠れしたというニュースも報じられており、その素性は未だよく解明されていない。ちなみに当時の所属事務所は「一本道」をそのまま英語で直訳したワンロード企画という名前であった。おそらく個人事務所だと思われる。(事件を伝えた新聞記事より)

### 下着写真でノックアウト
- 男女を問わず下着姿の写真を募集し下着姿・撮影シチュエーションなどから優劣を競う。優秀者にはオンエア中の映像ビデオが送られたりした。女性リスナーのきわどい写真がほとんどだったが、その中で送られてくる男性リスナーのシュールな画像は特に優遇された。

### 自分国俺法
- 2部時代のコーナー。自分に都合のいい法律をでっち上げるというネタを募集するコーナー。

### イエスタデイ・ワンス・モア
- 『真璃子のオールナイトニッポン』を茶化したコーナー。既存の詩を自分なりに思い入れを込めて朗読するコーナーだったが、茶化しコーナーであったため3回であっさり終了。

### マンガ俺節
- マンガ好きな電気グルーヴがその週に発売されたマンガ雑誌の内容などについて論じる。また、キャラクターになりかわってそのキャラクターの本音を語るネタや、同人誌（特に電気グルーヴが登場するやおい本）などを紹介した。コーナータイトルの由来は、当時ビッグコミックスピリッツで連載されていた土田世紀の『俺節』より。

### 今週のお薦め
- レコードマニアである石野がその週に買ったCDやレコード（主にテクノ）を紹介するコーナー。初期はマンチェスターモノなど、ダンスミュージック以降のロックもかけていたが、海外でのテクノシーンの本格的な盛り上がりと比例し、徐々にソリッドなテクノに選曲が傾倒していく。当時「テクノ」というものがあまり浸透していない時期に、良質かつ貴重なテクノが流れた事はミュージックシーンにおいて多大な影響を与えた。石野もこのコーナーのトークだけはまじめに語っていた。
- まだ一部のテクノマニアにしか認知されていなかったケン・イシイやロッテルダムテクノ（ガバ）のEuro Masters、アンダーワールドの『Rez』などがいち早く紹介され、日本のテクノシーンを切り開いた。こういった海外でのテクノの動きも紹介する一方で、正式な音源化前のタンツムジークの楽曲や、田中フミヤのラストフロント、殺害塩化ビニールの猛毒など、日本のアンダーグラウンドシーンの音源も積極的に電波に乗せていた。
- ただ、その一方で、番組放送後期当時にシーンを席巻していたアシッドハウスリヴァイバルのハードフロアやPlastikmanなど、ある程度の長い尺を必要としてジワジワと盛り上がるタイプの曲は、時間の問題からかけたくてもかけられないというジレンマがあったという。ここから番組終了後に電気主導のコンピレーションCD企画『テクノ専門学校』へと発展する事となる。

### 小田茜と同級生
- 初期のはがき職人「ビニールおっぱい」がネタハガキの隅に執拗に「（当時中学生だった）小田茜が普通の公立中学校でボンクラ男子中学生とともに授業を受けているなんて、どう考えてもただでは済むはずがない！」というメッセージを書いてきたことから、小田茜をはじめとした有名人の同級生、同窓生だったリスナーから、彼らの普段の様子をレポートしてもらおうというコーナーとして始まった。
- コーナーが始まって早い時期に、まりんの小学生時代の同級生から投稿が送られてきた。そこでまりん本人の卒業文集の作文が暴露され、その小学6年生の文章とは思えない表現力の乏しさに満ちた作文(例：「班の人が水たまりに落ちたりして、助け合いながら中学校に入っていきたいと思います。」)が披露された。
- コーナーでは、X JAPANのTOSHIやYOSHIKI、大槻ケンヂ、またピエール瀧などの学生時代の写真や文集などが送られてきたが、前述のまりんの作文のインパクトには到底かなわず、コーナーもフェードアウトしてしまった。

### つかみのコーナー
- 全体的なクオリティはともかく、とりあえずネタの「つかみ」(＝落語でいうところの「枕」)の部分が面白かったハガキを紹介するコーナー。他の各コーナーから石野が抽出したハガキから選ばれたが、結局「つかみ」は「つかみ」でしかなく、単独ではあまり面白くないということを2人が悟り、消滅した。

### こんなHなものが欲しかった
- 雑誌等に載っている怪しいアダルトビデオやアダルトグッズを報告し、電気グルーヴの2人が実際に買ってオンエア中にレポートするコーナー。「乳首をピンクにするクリーム」を購入してまりんに試させたり、注文した変態ビデオが届かないなどということも。

### どっこい生きてる
- 最近あまり見かけない有名人・著名人の様子を報告するコーナー。芸能界的に「死んでいる」人を募集するコーナーだったが、「CMJK」「坂本弁護士」など、次第に危ないネタが送られてくるようになり電気の2人も困惑する。

### 平成新風俗
- 比較的初期のコーナーで、新しい風俗のネタを募集する。電気グルーヴのタレントショップとして風俗店を開きたいという企画がもとだったが、今ひとつ盛り上がらず短命に終わる。

### ミスコン大革命
- 「こんなミスコンテストがあったらいい」とか「私はこんなミスです」というミスコンを考える。まったく盛り上がらず3回で消滅。

### チンモーマンモーこんにちわ
- 長い陰毛をハガキに張り、その長さを競い合うコーナー。後の「耳リーグ」などへと続く汚物系コーナーの突破口的コーナー。チャンピオンには、それまで送られてきた陰毛を石野自らが台紙に貼りつけて送りつけるという特典が用意される予定だったが、実現しなかった。

### 椎名基樹の深夜の使いっ走り
- 番組の構成作家であり元陸上部の椎名基樹を事前に都内某所に配置。生放送中に走って、ニッポン放送まで戻ってこさせるというコーナー。椎名は走っている途中、リスナーがくれた物はすべてもらわないといけないルールで、鉄アレイやマンガ本、プラモデルなどを持って帰ってきた。また番組のリスナーと思われるタクシー運転手が椎名の前にたびたび現れ、毎度傘をくれたり、ニッポン放送まで送ってくれるという、暖かな交流が繰り広げられ、リスナーだけでなく電気の2人も番組の清涼剤として楽しんでいた。
- 2部時代に一度終了したが、1部の大阪からの放送時より短期間復活。「米1合」「重いもの」「頭に『み』のつくもの、例『みかん』『美輪明宏』）など、特定のものを渡すというルールが付加されたことも。

### おやじバーコードバトル
- バーコード状になったおやじのすだれ頭を真上から撮影し、写真を『バーコードバトラー（商品に印刷されたのバーコードを読みとらせて対決させて遊ぶ玩具）』に読み込ませて対決させようという思いつきの企画。リスナーの周囲にいるバーコードおやじを撮影した写真を募集したが、投稿が皆無で企画倒れに終わった。

### 宅八郎 江口洋介化計画
- 「ズリネタベスト3」コーナーの「髪型が似ている宅八郎と江口洋介を想像してオナニーをする」という女性からの投稿にインスパイアされたコーナー。どのようにすれば宅が江口に見えるようになるか（例：宅の顔写真を10回コピーして3回FAXする等）を募集した。この2人に限らず、当時のトレンディ俳優などをやり玉に挙げるも、全くハガキが来ず、「宅は江口にはなれねえわ！」と2人は悟り、ボツに。

### 広川太一郎で遊ぼう
- ピエール瀧が、声優・広川太一郎に似せたアドリブを利かせる口調でリスナーから送られてきた珍文を読むコーナー。盛り上がりに盛り上がって、遂にゲストに本人を呼ぶ事に成功するが、当初の番組側の思惑とは裏腹に広川が非常に真面目なトーク（2人もほとんど知らない過去の声優仕事等）を繰り広げてしまう。投稿されたネタも下ネタが多く含まれていたからか、結局最後まで読んでもらえず、企画自体が大失敗に終わってしまい、コーナー自体もそのままフェードアウトしてしまった。ちなみに広川がゲストに来たときだけは、番組スタッフが気を遣ってか、コーナー名が「広川太一郎と遊ぼう」に変更されていたことに2人は憤慨していた。

### 雑誌特派員
- 常連投稿者「ピエール瀧と宮森」などをはじめとする、各媒体への投稿時のペンネームに「ピエール瀧」の名前を冠して、ピエール瀧と電気グルーヴの名前を世間に知らしめようと始まったコーナー。後に媒体ごとの「特派員」を決め、掲載されるごとにポイントを進呈。規定のポイント数に応じて2人の私物がプレゼントされた。また、特派員として登録されていない投稿者は「インディーズ会員」として紹介した。
- コーナーとして設立する前は、週刊少年ジャンプの名物投稿コーナー「ジャンプ放送局」を通じて、ピエール瀧の名前が集英社に知られることにより、当時2人が崇拝していた漫画『珍遊記 -太郎とゆかいな仲間たち-』がアニメ化された際に電気グルーヴが主題歌を歌う、という壮大な野望が掲げられていたのだが、Flashアニメ版『珍遊記』の際では諸事情により電気グルーヴの主題歌は無し、また実写版『珍遊記』映画の主題歌がリップスライムが起用となったため、結果『珍遊記』主題歌の実現が叶わなくなった。

### ストップ・ザ・瀧
- メンバーや番組スタッフ内で流行っていたゲームソフト『スーパーファイヤープロレスリング』の「芸能人最強」を自称する瀧への挑戦者を募集するコーナー。選ばれた挑戦者はプロレスのマイクパフォーマンス風に電話で瀧と口げんかをし、後日開催の大会への出場権が与えられた。
- 大会に先駈け、瀧が勝負に負けたときに髪型をモヒカンにするという罰ゲームを行うか否かを募集し、規定の500通のハガキが集まり、実現することとなった。結果、勝負に負けた瀧は、その場でモヒカン頭にされてしまった。
- 大会当日は、プロレスラーのウルティモ・ドラゴンをゲスト解説者に起用。最初はゲームの解説に乗り気ではなかったが、試合を見ていくうちにヒートアップし、ノリノリの解説を展開した。それを見た電気をはじめとする関係者は、以降ゲームを遊んでいる最中に興奮することを「ウルティモってる」と表現した。
- ここからファミスタ大会で下着姿で登場した女性リスナー「しず」などが輩出された。

### 武道館にツバを吐け
- 電気グルーヴの日本武道館公演に際し、ステージ上でやってほしいことの企画を募集する。企画が実際に採用、またはネタとして面白いと評価された企画の発案者は、武道館公演の特別席に招待された。

### 深夜の発明王
- 画期的な新製品を発明するという内容のネタの間に、ギャグや流行語などを挟み込んでいくというコーナー。発明ネタはあくまで脇役で、ハガキを読む瀧に挟み込まれた恥ずかしいギャグを大声で言わせて辱めるコーナーだった。林家こん平の「こん平で～す！」は基本のネタとして、ほぼすべてのハガキに組み込まれた。

### ネオドリフ
- ザ・ドリフターズのメンバーの不条理なギャグ（荒井注の「なんだバカヤロウ」や「ジス イズ ア ペン」など）をこんなところで使ってみよう、というアイデアを募集するコーナー。募集した翌週にネタを一つ読んだのち、同時期に募集していた「深夜の発明王」とネタの内容が被ると判断した2人は、開始約3分という短時間でコーナーを終了させてしまった。
- 読まれた唯一のネタは「当時ドリフで唯一持ちギャグがなかった高木ブーのために、『志村！後ろ！後ろ！』(『8時だョ!全員集合』のコントにおいて、何も気付かない志村けんの後方から幽霊や猛獣などが迫ってくるというシーンで、観客の子供たちが叫ぶ言葉)を高木の持ちギャグにしよう」というもの。
- コーナーの打ち切り方にあまりにもインパクトがあったため、後の総集編などで「番組史上、否、オールナイトニッポン史上最も早く終了した伝説のコーナー」と電気の2人やリスナーは意識していた。実際には「少年少女凶悪合唱団」や「本気汁の時間」など、ネタを募集したにもかかわらず、一度もネタを読まず終了告知もされずに消えたコーナーも多く存在している。

### ピエール瀧 平成の良き兄貴化計画
- ピエール瀧を「良き兄貴」にするために、リスナーから募集した無理難題に挑戦してもらうコーナー。課せられた挑戦は「9V電池の端子を舌で舐める」「銀紙を奥歯で噛む」「氷水に顔をつける」「バブルガムを1パックまるごと食べる」など。また、コーナーの最後ではピエール瀧兄貴がリスナーの悩みにずばっと答えてくれる。
- 人気が高いコーナーで、スペシャルウィークでは2度フィーチャーされ、リスナー参加の『ピエール瀧 平成の良き兄貴祭り』が行われた。

### スター対抗バカ合戦
- 毎週「～な有名人」というテーマで、それに当てはまりそうな有名人を募集。卓球チーム・瀧チームがそれぞれ8枚ずつ選んだハガキの中から1枚ずつ出して対決させ、より当てはまっている人物を出したほうに1勝が与えられる。審査員は番組スタッフやゲストで、5番勝負で先に3勝したチームが勝利となる。名前がすべてカタカナの有名人は「外国人枠」として見なされ、2人まで選出可能。同じ有名人が書かれたハガキを持っている場合は「あいこ」として出して相殺もできる。
- 3週連続（コーナー初期は5週）負けると「罪を犯したので罰が下される」として罰ゲームが課せられる。罰ゲームは互いが本当に嫌な事が課せられ、瀧は「大の苦手な蛇に触る」「見知らぬリスナーの家にお泊り（当時、一リスナーであった西井健一と、同じくリスナーの藤崎竜馬宅へ）」「女子レスラーとスパーリング（ゲスト：神取忍、紅夜叉）」と3回罰ゲームを受けたのに対し、石野は「苦手なジェットコースターに乗る」の1回だけで済んでいる。

### それいけ凡人君
- 毎週お題に沿った「アレといえばコレ」というネタを募集し、最もハガキの票を集めたものを「凡人の条件」と決定するコーナー。「陰毛の生えた年齢（結果：12歳）」「ドリフの加藤と志村ならどちらが好きか（結果：加藤）」「パンツはトランクス派かブリーフ派か（結果：トランクス）」など。
- このコーナーの延長線上の企画として、かいけつゾロリにおいてゾロリ、ほうれんそうマンのどちらが好きかをリスナーに多数決で決めてもらうというものがあった。これは、石野と瀧がゾロリ派、砂原がほうれんそうマン派で意見が対立したことに起因する。ちなみに結果はゾロリ派が172票、ほうれんそうマン派が93票で、ゾロリが好きな方が凡人という結論に達した。
- 「納豆は善か悪か」というネタでは、「納豆は悪（＝嫌い）」派の石野が「納豆は善（＝好き）」の票が多かったときは納豆を食べるという賭けに乗ってしまい、結果「善」派の票が多かったことで、同コーナー内で納豆を食べることになった。嗚咽をもらしながら食べた石野は、「今後弁当や食事についてくる納豆はすべて食べてやる」と宣言したが、決して好きになったわけではないようだった。
- 比較的長期間続いたコーナーであり、毎週新たな凡人の条件が追加されていくため、コーナーが続くたびに瀧がそれを読み上げるだけでかなりの時間を費やすこととなった。

### 平成の奇行子
- スポーツ新聞の芸能欄の見出しのように芸能人の奇行ネタを紹介するコーナー。「奇行子」はもちろん「貴公子」に引っかけている。当初のタイトルは『マイケル・ジャクソン・スポーツ』で、マイケル・ジャクソンの奇行ネタを新聞見出し風に紹介するコーナーだった。

### 耳リーグ
- 取れた大きい耳垢を葉書に貼ってもらってその大きさを競う。『納涼小便祭り』『しゃべる屁』と並ぶ汚いコーナーであったが、後にセカンドステージとして雑誌『SPA!』での連載を加えて再登場した。

### カッペにしやがれ
- 『椎名は田舎っぺ』という、石野の構成作家・椎名基樹批判から生まれたコーナー。田舎っぺの条件を三段オチで募集。
- テーマ曲は椎名が歌う沢田研二の「勝手にしやがれ」。その独特かつどこか朴訥とした歌に、初回電気のふたりは笑いが止まらなかった。

### タモっていいとも
- 『笑っていいとも!』のテレフォンショッキングの一週間分のゲストとそのゲストたちの繋がりを考える。
- 途中から常連ゲストとして大泉滉や裕木奈江が登場。大泉は自らの糞便を肥料にして家庭菜園を営んでいたことをネタにされ（例：『バイオスカトロマジック』)、裕木は不安定で狂気に満ちた意味不明の言動をするキャラとしてネタにされていた。

### あの島この島行きたいな
- 構成作家の椎名が「コーナーを考えるのが面倒くさい」としてリスナーに丸投げ。そのリスナーの応募してきた葉書から生まれたコーナー。架空の島の紹介をする。暫定コーナーとして始まり、毎回昇格を臭わせながら保留されるというパターンが最集回直前まで続いていた。実際はコーナー募集そのものが番組最終回が間近である事を見越したフリであった可能性が高い。

### 今週のニュース
- 電気の2人が興味を持ったB級ニュースを紹介し、それを肴にして展開されるフリートークコーナー。不定期コーナーで、リスナーからも地方紙などに掲載されたB級ニュースを募集していた。この中で「鬼っ子（キッズ）フェスティバル」が紹介され、定番ネタとなった。

### その他
- ズリネタベスト3
- 全国番長奇行カタログ
- ファミスタで代打やります
- 昇龍拳でスカートめくり
- 少年少女凶悪合唱団
- 本気汁の時間
- 噂の真相
- 処女髭の女
- サブリミナル効果

## 番組ノベルティ
土曜2部時代
- 幸福の証（＝ステッカー）

火曜1部時代
- 春のあゆみ（＝天久聖一デザイン「十面鬼おしゃれステッカー」）
- 愛のチョメチョメ（＝コンドーム）

## 番組の出来事・事件

### 地震
1992年2月1日と1992年8月29日の番組の放送中に大きな地震が発生。2部時代1992年2月1日放送時に発生した地震では関東地方で震度5（当時の震度）を観測し、その瞬間に聴取率が大幅に上昇することを見越した2人は、ここぞとばかりに自らのバンドのプロモーションや番組の宣伝を行った。瀧は「揺れに合わせて体を動かせば大丈夫」などとネタトークも展開。地震速報を伝えるアナウンサーの前で下半身を露出するなどおどけていたが、地震のあった関東地方をカバーする東日本のネット局はそのまま速報番組へと移行し、放送が終了までそれが続いた。地震の影響のない西日本のネット局ではそのまま番組を続行し、音楽を中心とした普段とはやや毛色の違う内容で放送された。なおこの放送を録音したカセットテープが後日番組内でプレゼントされている。

### 地方のみの放送
1992年のバルセロナオリンピックの開会式の中継のため、ニッポン放送のみ番組が休止となった。地震のときと同様、地方ネット局のみの放送となり、ここぞとばかりに東京では流せないような毒まじりのトークを冒頭から行っている。三波春夫とのコラボイベントのちぐはぐさについて、2人の本音がここで暴露された。

### 催眠術師現る
番組ゲストに催眠術師が登場。スタジオで石野が催眠術にかけられ、海援隊の『贈る言葉』を歌わされる姿を瀧が爆笑しながらレポートした。石野は後の番組で「正直に言うけど、（俺は催眠術には）かかってねぇ」と暴露している。別の日の放送後には伊集院に「細川ふみえ」になる催眠術をかけ面白がった瀧が「胸もませて～」と胸を触ろうとすると催眠術によって男からセクハラを受けた形となった伊集院が「キャー！」と絶叫、パニックに陥りエレベーターの１Ｆを連打し社内から飛び出そうとして大騒ぎになった。

### 西武球場出入り禁止事件
当番組と『伊集院光のOh!デカナイト』との連動企画で、西武ライオンズ球場（当時）を借り切って、ゲストを呼び番組対抗『ファミスタ』対決を行うというイベントが開催された。その中で電気グルーヴは、ライブアクトの最中にグランドを走り回り、バックネットやフェンスによじ登って尻を出すなど大暴れ。それが原因で西武球場関係者が激怒し、バンドとニッポン放送関係者ともども、西武球場出入り禁止となってしまった。なおこのイベントの朝には、1人電車で会場入りするまりんを駅でリスナーが応援するというドッキリ企画や、暇なリスナーを前日のニッポン放送前に集合させ、その中から選出した数人にイベント当日のステージで『MUD EBIS』を歌わせるといった複数のミニ企画が同時に行われた。

### 番組内番組
ゲストなどが別の番組としてトークするコーナーを突発で放送した。2部時代には放送開始の時報が鳴った直後に『ポパイとマンガさんのザックザク情報局』なるニセ番組のエンディングパートを放送。その終了後、時報を口で知らせたあと、何もなかったかのように電気の2人が番組をスタートさせ、リスナーを混乱させた。伊集院光がポパイ、天久聖一がマンガさんとなり、後にギブ&迷惑での定番ネタとなる「この番組のご意見番はワシじゃ（67歳元神主）」の捏造投稿を読んでいる。また、まりんがゲストで出たときには『まりんのミッドナイトハイウェイ』を、1部昇格後には当時BAKUを解散したばかりの谷口宗一をゲストに呼んで『まりんと谷口宗一のカモンヘイ青春』なるミニ番組風コーナーをそれぞれ放送している。

### 椎名の『ドラゴンクエストV』行列レポート
前述の「深夜の使いっ走り」の特別編として、1992年9月27日のスーパーファミコンソフト『ドラゴンクエストV 天空の花嫁』の発売日前日に、池袋ビックカメラにできた行列を椎名が現地レポートした。深夜3時すぎにもかかわらず、行列した人は3000人。毛布で寝ているカップル、椎名の質問に無言で首を振るだけの老人、息子を捜しに来てオロオロする母親など、さまざまな人間模様を椎名はつぶさに報告。行列に並ぶリスナーとマイクを通しての交流も行われた。

### ニセ総集編
土曜2部の最終回ではリスナーから過去の放送から聞きたいコーナーや出来事をリクエストさせる企画でハガキを募集したものの、実際にはそれを一切無視したデタラメの音源によるニセ総集編を放送した。内容はこのためだけにわざわざ録り下ろしたもので、石野が瀧を「顔が曲がった」と罵りケンカに発展するというシチュエーションなどを過去の出来事としてもっともらしく編集して放送したが、2時間ずっと嘘をつき続けるのはさすがに疲れたらしく、最後は2人とも適当なトークでお茶を濁した。このときは「2部の最終回だからニッポン放送前に集合しろ」とリスナーを煽るも、実際の放送は録音でニッポン放送入口に「今日の放送は録音です」という貼り紙をしておくという、この番組らしい演出がなされた。録音の後半では2人は実際に局の出入口に顔を出したが、当然ながら電気を出待ちするリスナーはおらず、他の芸能人を出待ちする女性たちを茶化してスタジオに戻っている。その後火曜1部昇格後の年末に、本当に過去の放送の総集編のリクエストを募集したが、リスナーが前回の件を警戒しほとんどハガキが集まらなかったという顛末も。

### 新千歳空港「長嶋茂雄歓迎」事件
土曜2部時代は早朝5時の番組終了後、石野、瀧は次の仕事先へ向かうためそのまま移動することが多かった。ある時は乗車予定の新幹線列車の時刻を発表して石野、瀧が窓越しに何をしていたかを報告する「新幹線クイズ」や移動前後の駅などに降り立ったメンバーをリスナーが応援するなど、度々リスナー参加型の突発ミニイベントが行われた。
札幌の仕事で新千歳空港に到着した際石野、瀧を「長嶋茂雄として迎える」ことにしてリスナーを集わせたことがあった。
「ようこそ長嶋監督」というプラカードなどを持つ巨人ファンに扮装した大勢のリスナーが新千歳空港に集結。それらを見て本当に長嶋が来るのかと信じた一般客を巻き込んで、空港は一時騒然となった。
そんな中、石野と瀧（北海道出身の砂原は2人より先に帰省を兼ねて北海道入りしていた）は巨人軍ユニフォームを着て悠々と到着。混乱に巻き込まれた石野は着替えを紛失し、ライブのリハーサルを巨人軍ユニフォーム姿でやるハメになった。なおこの混乱に対し、空港当局は特に対策を行わなかったという。
この新千歳空港での一件は石野、瀧に同行したスタッフによって家庭用ビデオカメラで撮影されており、2015年に公開された電気グルーヴのドキュメンタリー映画「DENKI GROOVE THE MOVIE? 〜石野卓球とピエール瀧〜」でもその映像が登場している。

### 伊集院光の新宿二丁目レポート
別の番組で行われた野球大会において、瀧と伊集院のどちらが活躍したか賭けをして、勝負に負けた伊集院を新宿二丁目に送り込み、突撃レポートを行ってもらうという企画。まださほど顔が売れていなかった伊集院はゲイの振りをして、道行く歩く人に声をかけたり、コンビニ風のアダルトショップでゲイビデオを買わされたあげく、袋に入れず裸のまま持ち帰ることを強要された。レポート中、叫び声を発する危ない人物に遭遇するも、ことなきを得て帰還したが、購入したゲイビデオは伊集院の自腹出費となり、後に番組の女性リスナー限定でプレゼントされた。

### 『電気グルーヴのSEX』配布イベント
当時発売されて話題になったマドンナのヘアヌード写真集『SEX』のパロディ写真集『電気グルーヴのSEX』を番組で制作。カメラマンに林家ペーを迎え、ステープラー綴じ数ページ構成の自称「豪華」コピー写真集を番組の公開録音で配布した。配布会場には抽選で選ばれた男性のみ100名以上が集結。瀧が通うランジェリーパブの「下着ギャル」2人がゲストに呼ばれ、ほとんど男性ばかりの中で全員に写真集が配布された。

### 2時間オールフリートーク
突発的に番組構成を無視したフリートークが丸々2時間展開されることもあった。浅草キッドがゲスト出演したときと、伊集院光がゲスト出演したときの2回。

### チャリティー企画への反発
火曜1部時代に1・2部のパーソナリティ達が「ストップ・ジ・エイズ・キャンペーン」の一環としてチャリティーソング『今、僕たちにできる事』を発表する。
だが、石野、瀧は「チャリティーやボランティアというものは自分の意思でやるものであり、強制されてやるものではない」（後の特番での発言）という考えからコーラスしか参加していない。発表記者会見の時もふてくされた様子で地べたに座っているという有様で横山やすしを彷彿とさせる態度に終始した。

### 卓球、生放送中にニッポン放送のトイレでオナニー
番組放送直後の『VITAMIN』の内ジャケットの写真撮影のために富士山への出発を控え、性欲をもよおした石野が自慰をしたいということになり、急遽発案されたギャンブル企画。瀧が『平成新造語』のハガキを読んでいる間に、石野がトイレで目的を果たすことができるかで両者が賭けをするというもの。結果石野は見事目的を果たし、勝利となった。負けた瀧は後に電気グルーヴ全員が出演した『ザ・スターボウリング』にデーモン小暮のメイクで登場し、トークで自分のことを呼ぶ際に必ず「我輩」と言わなければならない、という罰ゲームを喜々として行った。

### ニッポン放送の男子トイレからウンコ生中継
1993年12月28日のその年最後の放送において、ニッポン放送の男子トイレから前代未聞のウンコ実況中継が行われた。これは本番前に石野がトイレに用を足しに行ったところ、流されずに放置された巨大ウンコを発見したため。前番組の『Oh!デカナイト』で荘口彰久アナ（当時）を容疑者扱いした伊集院に容疑を被せたり、当日局に入った芸能人リストから容疑者を予測したり、その後合流した伊集院と共に放置されたウンコをボール紙で突っついたりなど、まさに小学生男子レベルの大騒ぎを繰り広げた。

### 放送事故らしき出来事
前述の椎名が『ドラゴンクエストV』行列レポートを行った放送の後半に、突然謎の音楽（石野曰く「マヌケな音楽」）やシンバルの音が鳴るという放送事故が発生。普段ふざけている2人も意図しない出来事に大いに動揺した。原因は何者かがニッポン放送内の別のスタジオで遊んでいた音が放送に乗ってしまったらしい。また、2000年に『オールナイトニッポンR』の特番が放送された際、一部発言（ゲストの天久聖一の日焼けで皮がめくれるのと水素爆弾被害者の皮がめくれるのをかけた発言と思われる）を不適切と判断し、番組中に瀧がお詫びの言葉を述べている。

## 活躍したハガキ職人
- ビニールおっぱい
  - 番組初期の『平成新造語』において卓越したセンスで一躍スターダムに。電気グルーヴの2人から名指しで「面白い」と言われた最初のハガキ職人。「ビニールおっぱいがいなければ番組が続いていなかったかもしれない」と評された。だがある時期を境に投稿がパタリと止まり、忽然を姿を消す。そのセンスと狂いっぷりにより「ビニールおっぱい＝漫☆画太郎」説が漫画家天久聖一により提唱されたほどである。
- ピエール瀧と宮森
  - 電気グルーヴの認知度を上げるため、雑誌等に投稿するペンネームに『ピエール瀧』という名前で投稿しようという企画で頭角を現す。週刊少年ジャンプの投稿欄「ジャンプ放送局」において彼を中心に「電気グルーヴ軍団」がつくられ、それなりの成果を残す。彼の他にも「ピエール瀧と國府田マリ子」、「ピエール瀧忍者」などの常連が各方面で活躍していた。
- 北京面（ペキンヅラ）or三平★太一
  - 番組史上、一番ペンネームを変えられたリスナー。日本ジャーナリスト専門学校出身。
  - 「ジャイ子実在（実話）」→「翔んでるジャイ子18歳」（自主的に変更）→「ツチノコ市場」（地方番組で電気に命名）→「X大好きっ子」（失敗した罰から石野命名）→「芋虫」→「芋虫市場」（『市場』だけ返却された）→「つちのこ市場」→「鈴木信治Z」→「鈴木信治」→「良知（らち）良一」（石野が一番好きなPN）→「パンタグラフ」→「三平★太一」（本名）→「北京面」と変遷した。
  - このペンネーム没収＋命名劇により番組リスナーに認知されるが、ニッポン放送前で瀧と石野を出待ちしていた所、瀧と石野の悪ノリで局に入れてもらえ、その日の放送が『北京面のオールナイトニッポン』としてオープニングから喋らされる快挙を達成する。なお「北京面」はもともと他のリスナーのPNだったのだが、取り上げられ三平に押し付けられたもの。
  - しかし、その番組の中で「ジャーナリストの専門学校」とうっかり口走った事から、他のリスナーから素性がばれてしまい実生活において突撃訪問などを食らうように。その模様はコーナーでレポートされるようになる。
  - その後、日本ジャーナリスト専門学校を中退し、2007年まで大川豊興業に『三平×2（みひらさんぺい）』という名前で所属。
  - 『ビートたけしのオールナイトニッポン』に当時は追っかけの高校生素人ながら出演し、それがきっかけで後にプロの芸人への道を歩んだ玉袋筋太郎とは、CS放送のゲーム番組『ゲームレコードGP』（MONDO21）などで共演している。
- 西井健一
  - 特筆するハガキ職人歴はないが、瀧の罰ゲーム『見知らぬ他人の家にお泊り』に応募した事でスターダムにのし上がる。通称：「（世界の）ケン・ニシイ」。私生活での渾名はドンキーでケンケンに似ている。
  - 『ブルドーザー』『擬音にしたら「グチャッ」』（ピエール瀧評）というように面白い顔。
  - 石野の罰ゲーム『絶叫ジェットコースター』に強制参加。しかもジェットコースターの人員オーバーのために石野と一緒にジェットコースターに乗れず、次の便にたった一人で乗せられる。
  - この時からの縁で電気グルーヴとお付き合いが深くなり、2007年までピエール瀧のマネージャーを務めていた。
  - 『Flash Back Disco』のPVで一瞬カットインされる変な男はこの西井健一。この後『ピエール瀧体操30歳』『ピエール瀧の体操36歳』『究極ホ乳類ニシイ』等に出演する。
- ペンネーム西井健一
  - 西井健一を想いに想った末にペンネームに『西井健一』を付ける。葉書のレベルは高い。
  - 石野の罰ゲーム『絶叫ジェットコースター』に参加。本人と初対面。この企画のためだけに彼は福井から前日入りで上京。しかし、わずか数分で企画は終了。当日に放送されたオールナイトニッポンをカプセルホテルのなかで聴いたという(石野談)。
  - このペンネームのために『西井健一の彼女募集』コーナーでは、西井本人がペンネーム西井のネタを書いてきていると勘違いした女性が応募してくる事態に。
  - 最終回には電話出演した。
- 藤崎龍馬
  - 瀧がサボった事で中止となった西井宅への『見知らぬ他人の家にお泊り』の代りに、再度仕切り直しとして新たに選ばれたお泊まり先のリスナー。当日はなぜか西井も同行する事となった。のちに罰ゲーム『絶叫ジェットコースター』などの企画にも度々登場した。
  - 当時は高校生だったが、オススメ曲のコーナーからテクノに興味を持ち、番組終了後も石野が主宰するDJイベントなどに顔を出していた。やがて自らも活動を開始。のちに渡独し、現在はDJ LYOMAとして主にベルリンのテクノシーンを舞台に活躍中である。2007年には石野主宰のレーベル「Platik」のコンピレーションアルバム『GATHERING TRAXX VOL.1』に楽曲提供している。
- サドンデス
  - あらゆるコーナーで活躍したハガキ職人。『ギブ&迷惑』における敏いとうの生写真シリーズが有名。必ず「神奈川県八幡山」とのみしか住所を書いてきておらず、ノベルティを送りたくても送れなかったため、「住所を書いて来い」と名指しで電気に言われる。翌週、彼は「志村県五木ひろ市」という住所でハガキを送り、電気の二人を呆れさせる。
- パリダカ→小便→くさいくさい病
  - 番組中期以降に活躍したハガキ職人。『平成新造語』における全裸教師シリーズ、クレイジー係長シリーズで名を挙げる。最終回には電話出演し、1999年の復活版にもハガキを送って近況を伝えた。
- 負け犬の遠吠えだよ
  - 番組初期からのハガキ職人。投稿初期はネタハガキを読まれようとすると必ず『椎名基樹の深夜の使いっ走り』の中継が乱入し自らのネタが読まれないという形が定着してしまったという可哀相な職人。最終回には電話出演した。
- 登校拒否児
  - 番組中期以降に活躍したハガキ職人。平均点の高い良作ネタを数多く投稿。最終回にはあと一歩で電話出演できなかった。
- 滋賀県大津市の@@
  - 毎回ペンネームが変わるので特定の名前では呼べない滋賀県在住高校教師のリスナー。通称「古市」。
  - 番組後期における不朽の名作、古市シリーズや教師ネタ、林真理子ネタの超大作を小さな文字でびっしりと書いた葉書や封書で投稿していた。当初は葉書で投稿していたが、あまりに小さな字なので拡大コピーしても読みづらかったため、彼に限り封書でいいからもっと大きな字で書いて送ってくるようにと電気から指示された経緯がある。
  - 「鶴ってんじゃねぇ！」や「彼は・・・」と言う名言を生んだ。

## スタッフ
ディレクター
- 加藤晋（初代）
  - 『ウゴウゴルーガ』にラジオディレクターの仕事を紹介するコーナーで電気のANNでの仕事の様子を取材されたことがある。またこの企画がきっかけで電気のANNにもウゴウゴとルーガがゲストとして登場した。
  - 番組内では「女装ディレクター」と常に呼ばれていた。
  - 2023年放送の『もうすぐオールナイトニッポン55時間スペシャル』で電気のオールナイト復活版の宣伝コメントを寄せた際にはミックスゾーン執行役員に就任していることを明らかにした。この復活版では久しぶりにディレクターとして収録に参加している[3]。
- 三宅正希（2代目）
  - 番組内では「帽子マニア」と呼ばれていた。

構成作家　
- 赤松裕介
  - 番組内での通称は「レッド松」こと「赤パイン」。レッドキングに憧れて業界の扉を叩きレッドの名を貰う（レッドバロンという説もある）。
  - 10代の頃より、テレビやラジオの放送作家を始め、ニッポン放送においては1980年代後半から1990年代中頃にかけて、森若香織、木根尚登、大槻ケンヂ、伊集院光、松村邦洋、森高千里ら、数多くの番組製作に携わる。
  - 電気グルーヴとの初対面時には、「歌手」として紹介され、彼らの素人然とした風貌に「バンドブームの頃に見られた学生ノリでデビューしたバンドと同じか」と内心良い印象を抱いてなかったが、番組が開始されるや否や2人のトークの面白さにたちまち魅了されたという。
  - 土曜2部時代には、ピエール瀧とは番組終了後に遊びに繰り出す仲だった。木根尚登の番組を担当していた時に、小室哲哉から「静岡に人生というセンスの良い音楽をやっているグループがいるらしい」と聞かされていたが、そのグループの主催者こそ石野卓球と知った時には心底驚いたという。
  - 森高千里の番組の構成を共に担当したリリーフランキーとは3日に1度は仕事をしたり遊んだりした仲で、自身のイラストをたくさん描いてもらったという。
  - 『i-Dジャパン』で連載していた電気の漫画コラムのゴーストライターなども務めた。電気の名前で世に出るのをいいことに、「榎本俊二死ね！」など好き勝手に書いていたが、のちに石野が引っ越したマンションの同じフロアに榎本が住んでいる事が発覚。なんだか気まずい思いに。
  - 現在は映像作家、映画監督に転身し、韓国在住。
- 椎名基樹
  - フリーライターの傍ら、構成作家として番組の中途から参加。
  - 元・人生(ZIN-SÄY!)メンバー（当時の芸名は「ポートピア83才」）であり、石野の学生時代の後輩。
  - 陸上部出身で足腰が強かったので、『深夜の使いっ走り』というコーナーが誕生。
  - スイカ1つで女性教育実習生を落とした男。
  - 伝説（自称）のコミックパンクバンド「正露丸X」出身。ボーカル・奇声担当。
  - のちにテレビ番組『ココリコミラクルタイプ』『OH!スーパーミルクチャン』『ピエール瀧のしょんないTV』、ラジオ番組『西川貴教のオールナイトニッポン』、雑誌『SPA!』連載の投稿ページ『バカはサイレンで泣く』などを担当。